# Dalmiro de la Válgoma y Díaz-Varela
Dalmiro de Válgoma y Díaz-Varela (Monforte de Lemos, 7 de maig de 1904 – Madrid, 9 de maig de 1990) va ser un militar, advocat i historiador espanyol dedicat a la Genealogia i la Heràldica, membre de la Reial Acadèmia de la Història.

## Biografia
El seu pare era natural de Villafranca del Bierzo i la seva mare dels Díaz-Varela de Monforte.
Es va doctorar en Dret a la Universitat de Madrid. Va treballar d'advocat a Madrid, com a advocat defensor, dins del Cos Jurídic Militar en la postguerra. Després d'aquesta etapa va ocupar el càrrec de Secretari de l'Institut Històric de la Marina adscrit al C.S.I.C., també va pertànyer a la Societat de Bibliògrafs Venatoris. Va ser Vocal del Museu Naval, de la Junta d'Iconografia Naval, de la Reial Acadèmia Gallega i del Patronat Comtessa Pardo Bazán.
El 1958, es converteix en acadèmic de nombre de la Reial Acadèmia de la Història, además de Bibliotecario de la misma. Va ser membre de diverses Ordes, com l'Orde d'Isabel la Catòlica o l'Orde d'Alfons X el Savi.
Estava casat amb l'escriptora Elena Quiroga, la segona dona que va ocupar una cadira de la Reial Acadèmia Espanyola (RAE).

## Obra
- Catálogo de pruebas de Caballeros aspirantes (1943). Madrid: Instituto Histórico de la Marina, 1943. 542 pág.
- La nobleza de León en la Orden de Carlos III (1946). Madrid: Consejo Superior de Investigaciones Científicas, Instituto Jerónimo Zurita, 1946. XXIX, 368 p.
- La Condesa de Pardo-Bazán y sus linajes (1952). Burgos. 268 p.[7]
- «Los Ayala, una genealogía de archiveros» (1975). Madrid: Cuerpo Facultativo de Archiveros, Bibliotecarios y Anticuarios, 1975. pp. 105–118, en Revista de Archivos, Bibliotecas y Museos. Tomo LXVII, (1) 1959. Separata.